# The Diagram Brothers
The Diagram Brothers — британская рок-группа, образовавшаяся в 1979 году в Манчестере, Англия, и исполнявшая политизированный диссонантный арт-нойз/постпанк. Квинтет, записывавшийся на New Hormones Records, не имел коммерческого успеха, но два его сингла, «We Are All Animals» (1980) и «Bricks» (1981) входили в UK Indie Charts

## История группы
The Diagram Brothers образовались в 1979 году в Манчестере в составе: Энди (Diagram, бас-гитара), Фрезер (Diagram, наст, фамилия — Райх, вокал, гиттара), Лоуренс (Diagram, Фицджеральд — гитара), Джейсон и Саймон (братья Питчерсы; бас-гитара и ударные соответственно). Анди Дайаграм был также участником Dislocation Dance (1978—1982). Согласно Allmusic, «в музыке Diagram Brothers светлых стороне не было: взяв на вооружение диссонантные гитарные аккорды, наложенные на рок- или диско-бит, манчестерский квартет предложил зубодробительный саунд, который басист Энди Дайаграм назвал discordo». По Trouser Press, всё это было больше «похоже на XTC, только без музыкальных ухищрений и искрящегося остроумия».
За дебютным синглом «We Are All Animals» («There Is No Shower» на обороте), выпущенным в октябре 1980 на Construct Records, последовали Discordo EP, сингл «Bricks» и полноформатный альбом Some Marvels Of Modern Science.
Энди Дайаграм после распада группы выступал с The Pale Fountains и James, в 1992 году, переехав в Лондон, образовал импровизационный коллектив The Honkies. Его новая группа называется Spaceheads, он появляется также в составе David Thomas And Two Pale Boys.

## Дискография

### Синглы и EP
- «We Are All Animals» 7" EP (1980) Construct Records, #30 UK Indie Charts
- «Bricks» 7" single (1981) New Hormones, #46
- German E.P. 7" EP (1982) Outatune
- Discordo 10" EP (1982) New Hormones

### Альбомы
- Some Marvels of Modern Science LP (1981) New Hormones
- Some Marvels of Modern Science + Singles CD (2007) LTM Records